# Evangelische Kirche Wehdem

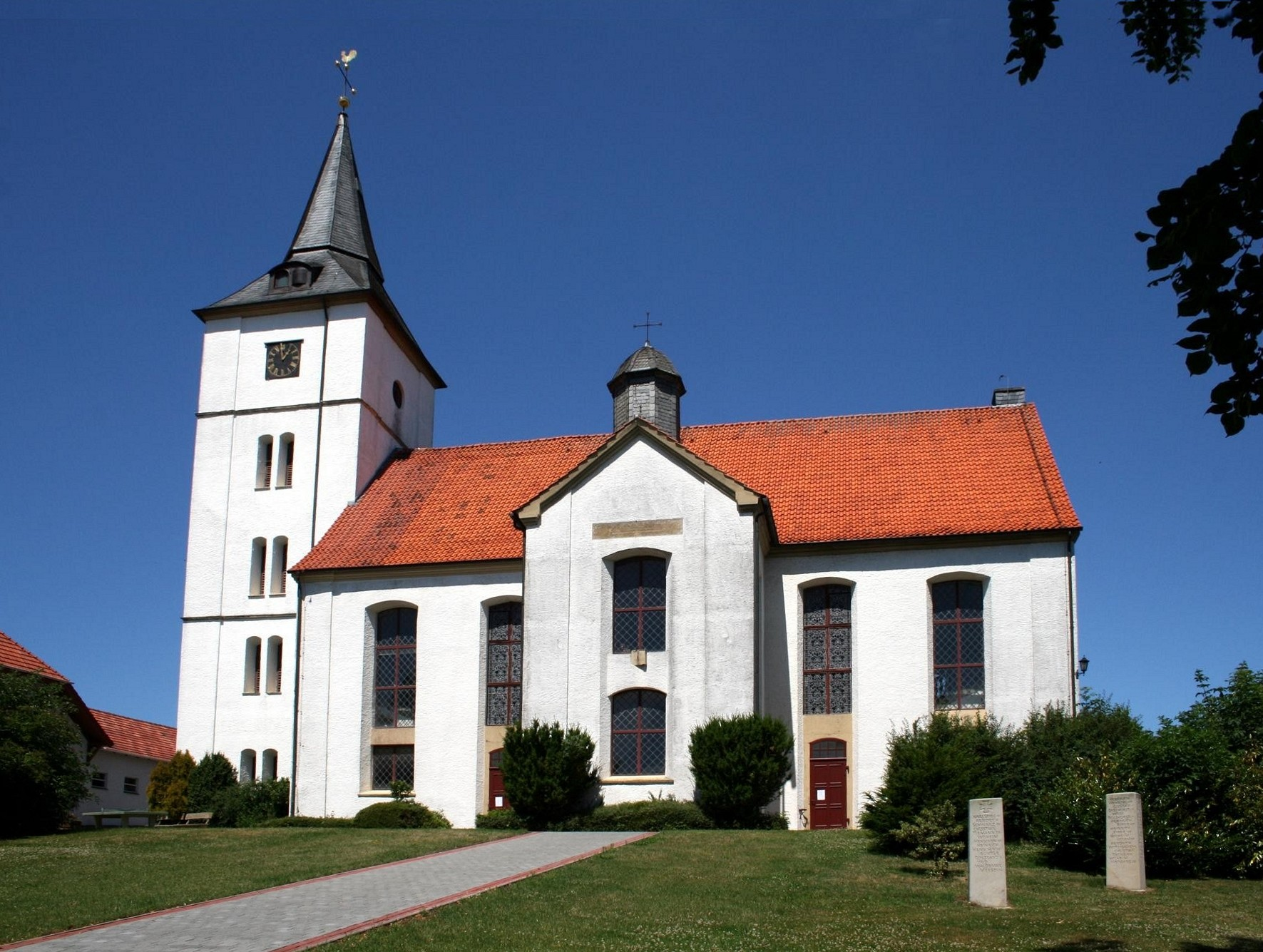
Ansicht von Süden

Die Evangelische Kirche in der Stemweder Ortschaft Wehdem ist die Pfarrkirche der Evangelisch-Lutherischen Kirchengemeinde Wehdem, die dem Kirchenkreis Lübbecke der Evangelischen Kirche von Westfalen angehört.
Die Kirche wurde im 19. Jahrhundert erbaut und stellt als klassizistische Predigtkirche eine Seltenheit in Westfalen dar.

## Geschichte
Der erste schriftlich belegte Bau einer Kirche in Wehdem wurde im Jahr 1330 durch den Mindener Bischof Ludwig von Braunschweig-Lüneburg in Auftrag gegeben. Allerdings muss bereits vorher eine Kirche existiert haben, möglicherweise schon im 10. Jahrhundert.
Die 1330 erbaute gotische Kirche stürzte im Jahr 1801 ein, so dass ein Neubau notwendig wurde. 1803 wurde die heutige Kirche fertiggestellt, aus finanziellen Gründen zunächst ohne Turm. Dieser wurde von 1853 bis 1855 an der Westseite errichtet, nachdem der preußische König Friedrich Wilhelm IV. Geld für den Bau geschenkt hatte.

## Architektur
Das Kirchenschiff besteht aus einem rechteckigen Saal mit Mittelrisaliten nach Norden und Süden, wodurch sich ein kreuzförmiger Grundriss ergibt. Auf dem südlichen Risalit befindet sich ein Dachreiter.

## Ausstattung
Ungewöhnlich für die Region ist die quere Ausrichtung des Predigtsaals: Der Altar befindet sich an der Südseite, die Kanzel darüber. An der West- und Ostseite befinden sich Emporen, an der Nordseite die Orgel. Die Funktion als Predigtkirche ist auf diese Weise in der Innenarchitektur umgesetzt worden.
Einige Teile der Ausstattung sind älter als das Kirchengebäude: Der Orgelprospekt ist barock aus der Mitte des 17. Jahrhunderts und stammt ursprünglich aus dem Dom zu Minden. Der Altar trägt die Jahreszahl 1605.